# 1983-as Formula–1 belga nagydíj
A belga nagydíj volt az 1983-as Formula–1 világbajnokság hatodik futama.

## Futam
| Helyezés | #  | Versenyző          | Csapat/Motor      | Körök | Idő/Kiesés oka | Rajthely | Pontszám |
| -------- | -- | ------------------ | ----------------- | ----- | -------------- | -------- | -------- |
| 1        | 15 | Alain Prost        | Renault           | 40    | 1:27:11,502    | 1        | 9        |
| 2        | 27 | Patrick Tambay     | Ferrari           | 40    | + 23,182       | 2        | 6        |
| 3        | 16 | Eddie Cheever      | Renault           | 40    | + 39,869       | 8        | 4        |
| 4        | 5  | Nelson Piquet      | Brabham-BMW       | 40    | + 42,295       | 4        | 3        |
| 5        | 1  | Keke Rosberg       | Williams-Ford     | 40    | + 50,480       | 9        | 2        |
| 6        | 2  | Jacques Laffite    | Williams-Ford     | 40    | + 1:33,107     | 11       | 1        |
| 7        | 35 | Derek Warwick      | Toleman-Hart      | 40    | + 1:58,539     | 22       |          |
| 8        | 36 | Bruno Giacomelli   | Toleman-Hart      | 40    | + 2:38,273     | 16       |          |
| 9        | 11 | Elio de Angelis    | Lotus-Renault     | 39    | + 1 kör        | 13       |          |
| 10       | 34 | Johnny Cecotto     | Theodore-Ford     | 39    | + 1 kör        | 25       |          |
| 11       | 29 | Marc Surer         | Arrows-Ford       | 39    | + 1 kör        | 10       |          |
| 12       | 4  | Danny Sullivan     | Tyrrell-Ford      | 39    | + 1 kör        | 23       |          |
| 13       | 26 | Raul Boesel        | Ligier-Ford       | 39    | + 1 kör        | 26       |          |
| 14       | 3  | Michele Alboreto   | Tyrrell-Ford      | 28    | + 2 kör        | 17       |          |
| Kiesett  | 8  | Niki Lauda         | McLaren-Ford      | 33    | Váltó          | 15       |          |
| Kiesett  | 12 | Nigel Mansell      | Lotus-Renault     | 30    | Váltó          | 19       |          |
| Kiesett  | 22 | Andrea de Cesaris  | Alfa Romeo        | 25    | Befecskendezés | 3        |          |
| Kiesett  | 33 | Roberto Guerrero   | Theodore-Ford     | 23    | Motorhiba      | 14       |          |
| Kiesett  | 28 | René Arnoux        | Ferrari           | 22    | Motorhiba      | 5        |          |
| Kiesett  | 31 | Corrado Fabi       | Osella-Ford       | 19    | Kerék          | 24       |          |
| Kiesett  | 9  | Manfred Winkelhock | ATS-BMW           | 18    | Kicsúszás      | 7        |          |
| Kiesett  | 7  | John Watson        | McLaren-Ford      | 8     | Ütközés        | 20       |          |
| Kiesett  | 25 | Jean-Pierre Jarier | Ligier-Ford       | 8     | Ütközés        | 21       |          |
| Kiesett  | 30 | Thierry Boutsen    | Arrows-Ford       | 4     | Felfüggesztés  | 18       |          |
| Kiesett  | 23 | Mauro Baldi        | Alfa Romeo        | 3     | Karburátor     | 12       |          |
| Kiesett  | 6  | Riccardo Patrese   | Brabham-BMW       | 0     | Motorhiba      | 6        |          |
| NK       | 32 | Piercarlo Ghinzani | Osella-Alfa Romeo |       |                |          |          |
| NK       | 17 | Eliseo Salazar     | RAM-Ford          |       |                |          |          |

## A világbajnokság élmezőnyének állása a verseny után
| H  | Versenyzők     | Pont | H  | Konstruktőrök | Pont |
| -- | -------------- | ---- | -- | ------------- | ---- |
| 1. | Alain Prost    | 28   | 1. | Renault       | 36   |
| 2. | Nelson Piquet  | 24   | 2. | Ferrari       | 31   |
| 3. | Patrick Tambay | 23   | 3. | Brabham-BMW   | 24   |
| 4. | Keke Rosberg   | 16   | 4. | Williams-Ford | 24   |
| 5. | John Watson    | 11   | 5. | McLaren-Ford  | 21   |

## Statisztikák
Vezető helyen:
- Andrea de Cesaris: 18 (1-18)
- Alain Prost: 21 (19-22 / 24-40)
- Nelson Piquet: 1 (23)

Alain Prost 7. győzelme, 10. pole-pozíciója, Andrea de Cesaris egyetlen leggyorsabb köre.
- Renault 13. győzelme.

Thierry Boutsen első versenye.